# Rhipidia reductispina
Rhipidia reductispina là một loài ruồi trong họ Limoniidae. Chúng phân bố ở miền Cổ bắc.